# Мулдава
Мулдава (болг. Мулдава) — село в Болгарии. Находится в Пловдивской области, входит в общину Асеновград. Население составляет 1 362 человека.

## Политическая ситуация
В местном кметстве Мулдава, в состав которого входит Мулдава, должность кмета (старосты) исполняет Алиосман Расим Топал (Движение за права и свободы (ДПС)) по результатам выборов правления кметства.
Кмет (мэр) общины Асеновград — Христо Грудев Грудев (коалиция партий: Граждане за европейское развитие Болгарии (ГЕРБ), ВМРО — Болгарское национальное движение) по результатам выборов в правление общины.